# コルダイト

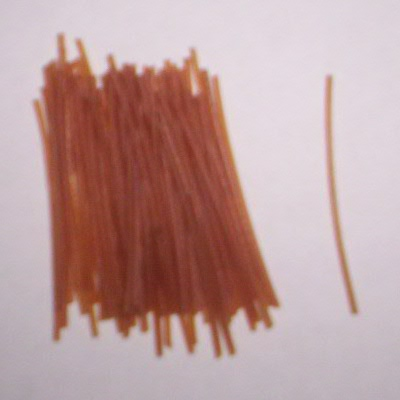
.303ブリティッシュ弾に使用されている芯棒状コルダイト。

コルダイト、コーディット（英: cordite）は、フレデリック・エイベルとジェイムズ・デュワーによって1889年に発明された無煙火薬の1種である。

## 種類
コルダイトMk I
ニトログリセリン58%、ニトロセルロース37%、ワセリン5%
コルダイトMD
ニトログリセリン65%、ニトロセルロース30%、ワセリン5%
コルダイトRDB/コルダイトSC
ニトログリセリン52%、ニトロセルロース42%、ワセリン6%
コルダイトN
ニトログリセリン、ニトロセルロース、ワセリンに、3つめの爆発物成分としてニトログアニジンを加えたものである。

## コルダイトの種類と違い
以下は、コルダイトの主要な種類（Mk I、MD、RDB、SC、N）の成分比、製造方法、特徴、用途の違いをまとめたものである。これらの配合は、19世紀末から第二次世界大戦にかけての無煙火薬の進化を反映している。

### コルダイトMk I (Mark I)
- 成分比: ニトログリセリン58%、ニトロセルロース37%、ワセリン5%
- 特徴:
  - 1880年代後半に英国で開発された初のコルダイトで、黒色火薬に代わる無煙火薬の先駆け。
  - ニトログリセリン主体で高出力だが、燃焼時の高温による砲身摩耗や安定性の課題があった。
  - ワセリンは製造時の成形性と安定性を高めるために添加。
- 製造方法: 溶剤ベース（有機溶剤を使用し、火薬を均一に成形）。
- 用途:
  - 19世紀末から第一次世界大戦にかけて、小火器（ライフル）や大砲で使用。
  - 後の改良型（MDなど）に比べ性能が不安定で、時代とともに置き換えられた。

### コルダイトMD (Modified Cordite)
- 成分比: ニトログリセリン65%、ニトロセルロース30%、ワセリン5%
- 特徴:
  - Mk Iを改良し、ニトログリセリンの割合を増やして爆発力を強化。
  - 高出力だが、燃焼温度が高く、砲身の摩耗や劣化が課題。
  - ワセリンはMk Iと同割合で、製造時の安定性を確保。
- 製造方法: 溶剤ベース。
- 用途:
  - 第一次世界大戦から第二次世界大戦初期にかけて、英国の軍用火薬（大砲や小火器）として汎用。
  - 高出力が必要な場面で使用されたが、改良型のRDBやSCに徐々に移行。

### コルダイトRDB (Research Department Formula B)
- 成分比: ニトログリセリン52%、ニトロセルロース42%、ワセリン6%
- 特徴:
  - MDに比べ、ニトログリセリンを減らし、ニトロセルロースを増やして燃焼の安定性と砲身摩耗の低減を図った。
  - 「RDB」は英国研究部門の配合で、火薬の均一性と信頼性が向上。
  - ワセリンの割合をわずかに増やし、成形性と安定性を強化。
- 製造方法: 溶剤ベース。
- 用途:
  - 第二次世界大戦中に広く使用、特に海軍の大口径砲や陸軍の火砲に適した標準火薬。
  - MDより性能が改良され、軍事用途での信頼性が高い。

### コルダイトSC (Solventless Cordite)
- 成分比: ニトログリセリン52%、ニトロセルロース42%、ワセリン6%
- 特徴:
  - RDBと同一の成分比だが、製造時に有機溶剤を使用せず、加熱・圧縮による無溶剤プロセスを採用。
  - 無溶剤製法により、火薬の密度と均一性が向上し、燃焼特性が安定。
  - 高温多湿な環境（例：熱帯地域）での保存性と安定性が向上。
- 製造方法: 無溶剤。
- 用途:
  - 第二次世界大戦中、主に英国海軍や植民地での使用を想定。
  - 大口径砲弾やロケット推進剤に適し、RDBより環境適応性が高い。

### コルダイトN
- 成分比: ニトログリセリン25%、ニトロセルロース25%、ニトログアニジン45%、ワセリン5%
- コルダイトNの成分比について: コルダイトNの正確な成分比は資料によって若干異なる場合があり（例：ニトログアニジンが40～50%の範囲）。今回は代表的な値を採用。
- 特徴:
  - ニトログリセリンとニトロセルロースの割合を大幅に減らし、ニトログアニジンを主要成分として追加。
  - ニトログアニジンにより、燃焼温度が低下し、砲身摩耗とマズルフラッシュ（閃光）が低減。
  - ワセリンはMk IやMDと同割合で、製造時の安定性を維持。
- 製造方法: 溶剤ベース（資料不足のため仮定）。
- 用途:
  - 第二次世界大戦中、特に海軍の大口径砲弾（例：戦艦の主砲）に使用。
  - 低閃光・低摩耗の特性により、夜間戦闘や長期間の砲撃に適した。

### 主な違いのポイント
- Mk I vs. MD: Mk Iは初期の無煙火薬で安定性に課題。MDはニトログリセリンを増やし出力を強化したが、砲身摩耗が問題。
- MD vs. RDB: MDは高出力だが摩耗が大きい。RDBはニトロセルロースを増やして安定性と砲身保護を向上させた改良型。
- RDB vs. SC: RDBとSCは成分比が同じだが、SCは無溶剤製法により密度と環境適応性（特に熱帯環境）が向上。
- N vs. その他: Nはニトログアニジンを導入し、燃焼温度と閃光を抑えた特化型。他のコルダイトに比べ、海軍向けに最適化。
- 進化の流れ: Mk I（初期）→ MD（出力強化）→ RDB（安定性向上）→ SC（環境適応性向上）→ N（低閃光・低摩耗の特化型）。

### 補足
- 歴史的背景: Mk Iは19世紀末の無煙火薬革命を象徴し、MD、RDB、SC、Nは第一次・第二次世界大戦中の技術進化を反映。特にNは、夜間戦闘や砲身寿命を重視した海軍のニーズに応えた。
- 化学的工夫: ニトログリセリンとニトロセルロースの比率変化や、ニトログアニジンの導入は、火薬の燃焼速度や熱的安定性を調整する化学的工夫を示す。SCの無溶剤製法は、製造プロセスの革新例。
- 製造方法の仮定: Nの「溶剤ベース」は資料不足による仮定。

| 種類 | ニトログリセリン | ニトロセルロース | ワセリン | ニトログアニジン | 製造方法   | 特徴・用途                                                                 |
| ---- | ---------------- | ---------------- | -------- | ---------------- | ---------- | -------------------------------------------------------------------------- |
| Mk I | 58%              | 37%              | 5%       | —                | 溶剤ベース | 初期の無煙火薬。高出力だが安定性に課題。19世紀末～第一次世界大戦で使用。   |
| MD   | 65%              | 30%              | 5%       | —                | 溶剤ベース | 高出力だが砲身摩耗が課題。第一次～第二次世界大戦初期の汎用火薬。           |
| RDB  | 52%              | 42%              | 6%       | —                | 溶剤ベース | MDより安定性向上。第二次世界大戦中の標準火薬。                             |
| SC   | 52%              | 42%              | 6%       | —                | 無溶剤     | RDBと同成分だが無溶剤製法で安定性・保存性向上。熱帯環境対応。              |
| N    | 25%              | 25%              | 5%       | 45%              | 溶剤ベース | ニトログアニジン添加で砲身摩耗と閃光低減。第二次世界大戦中の海軍砲弾向け。 |

## 製造方法
ニトログリセリンとニトロセルロース（綿火薬）からなり、安定剤のワセリンを添加した物をアセトンで溶かして練って粒子状に加工することで製造される。
1. 原料の準備
ニトログリセリン：グリセリンに硝酸と硫酸を反応させて合成。高い爆発性を持つため、厳密な温度管理（20-30℃）と安全対策が必要。
ニトロセルロース：セルロース（綿など）を硝酸と硫酸の混合液で硝化。窒素含有量（約12-13%）を調整し、爆発性と安定性を制御。
ワセリン：安定剤として添加（5-6%）。経時劣化を防ぎ、化学的安定性を向上。
アセトン：溶剤として使用。ニトロセルロースとニトログリセリンを溶解し、均一な混合を可能にする。
2. 混合と成形
混合：ニトログリセリン（例：58% for Mk I）、ニトロセルロース（37%）、ワセリン（5%）をアセトンに溶解し、ペースト状に練り上げる。混合は密閉容器内で撹拌機を用いて行い、均一性を確保。
成形：ペーストを押出機（ところてん突きのような物。エクストルーダー）で細長い棒状（コード状）に成形。この形状が「コルダイト」の名前の由来。押出後、一定の長さに切断。
乾燥：アセトンを蒸発させ、固形化。乾燥は低温（30-40℃）で慎重に行い、爆発リスクを回避。

## アセトンの大量生産
大量のコルダイト製造には、大量のアセトンが必要だったが、当時のアセトンは木材を乾留して製造されていたため、安定供給ができなくなった。
第一次世界大戦（1914年〜）では大量のアセトンを必要としたが、大戦勃発の数年前にクロストリジウム・アセトブチリクム を使ってデンプンからアセトンを合成する手法（アセトン-ブタノール-エタノール発酵）を開発したハイム・ヴァイツマンはイギリスと協力し工業化に成功、年間3万トンのアセトンを供給可能となった。
第二次世界大戦後にはクメン法が実用化されてアセトンの大量生産が可能となったため、ヴァイツマン法は一部の国を除いて廃れたが、オイルショック以降はバイオ燃料の製造法として再評価が進められている。

### 注
1. ↑  MDは 英: MoDified の略。
2. ↑  RDBは 英: Research Department formula B の略号。
3. ↑  SC は 英: Solventless Cordite の略号。
4. ↑  この功績によりウィンストン・チャーチルやロイド・ジョージなどイギリス政府の要人に知己を得たことで、バルフォア宣言へと繋がっていく。